# Monticomorpha unicolor
Monticomorpha unicolor är en insektsart som först beskrevs av Haan 1842.  Monticomorpha unicolor ingår i släktet Monticomorpha och familjen Pseudophasmatidae. Inga underarter finns listade i Catalogue of Life.